# 팬플
팬플(Fanpple)은 팬과 스타가 참여하는 팬카페형 소셜 네트워킹 서비스로 지난해 베타서비스기간을 거쳐 정식 오픈한 SNS이다.

## 서비스
팬플은 팬과 스타로 역할이 나뉘어저 있으며 스타는 팬플내에 자신만의 팬카페를 갖는다. 팬카페에 올린 글은 악플 방지 알고리즘을 통해 공감을 많이 받을 글 순으로 노출된다. 팬과 스타는 관심 있는 상대를 팬플링 함으로써 상대의 소식을 받아볼 수 있으며 공감 알고리즘을 통해 팬플에서 자신과 가장 가까운 팬이나 스타를 정량화된 수치로 확인할 수 있다.

## 기존 SNS와의 차이점
일반적인 SNS와는 달리 팬플은 팬덤 문화에 특화된 서비스 이므로 사용자의 역할이 팬과 스타로 분리되며 각각 사용할 수 있는 기능이 다르다. 또한, 공감, 악플 방지 알고리즘을 통해 스타와 팬에 대한 친밀도를 공감랭킹으로 정량화하여 나타내며 악플이 노출되기 어렵도록 설계되었다.